# Carrie (película de 2002)
Carrie es una película concebida para la televisión del año 2002 de David Carson, en la que Angela Bettis es la protagonista. Es la tercera entrega de la saga de Carrie. Se trata de una adaptación de la película de Brian de Palma de 1976 del mismo nombre, que a su vez está basada en la novela homónima de Stephen King.
Originalmente fue grabada como un piloto para una serie televisiva, en la que Carrie se muda a Florida para ayudar a otros que sufren problemas de telequinesia, pero el proyecto no salió adelante por no haber tenido mucho éxito. Esta película es más fiel a la novela original que la primera película realizada aunque con un final distinto.

## Argumento

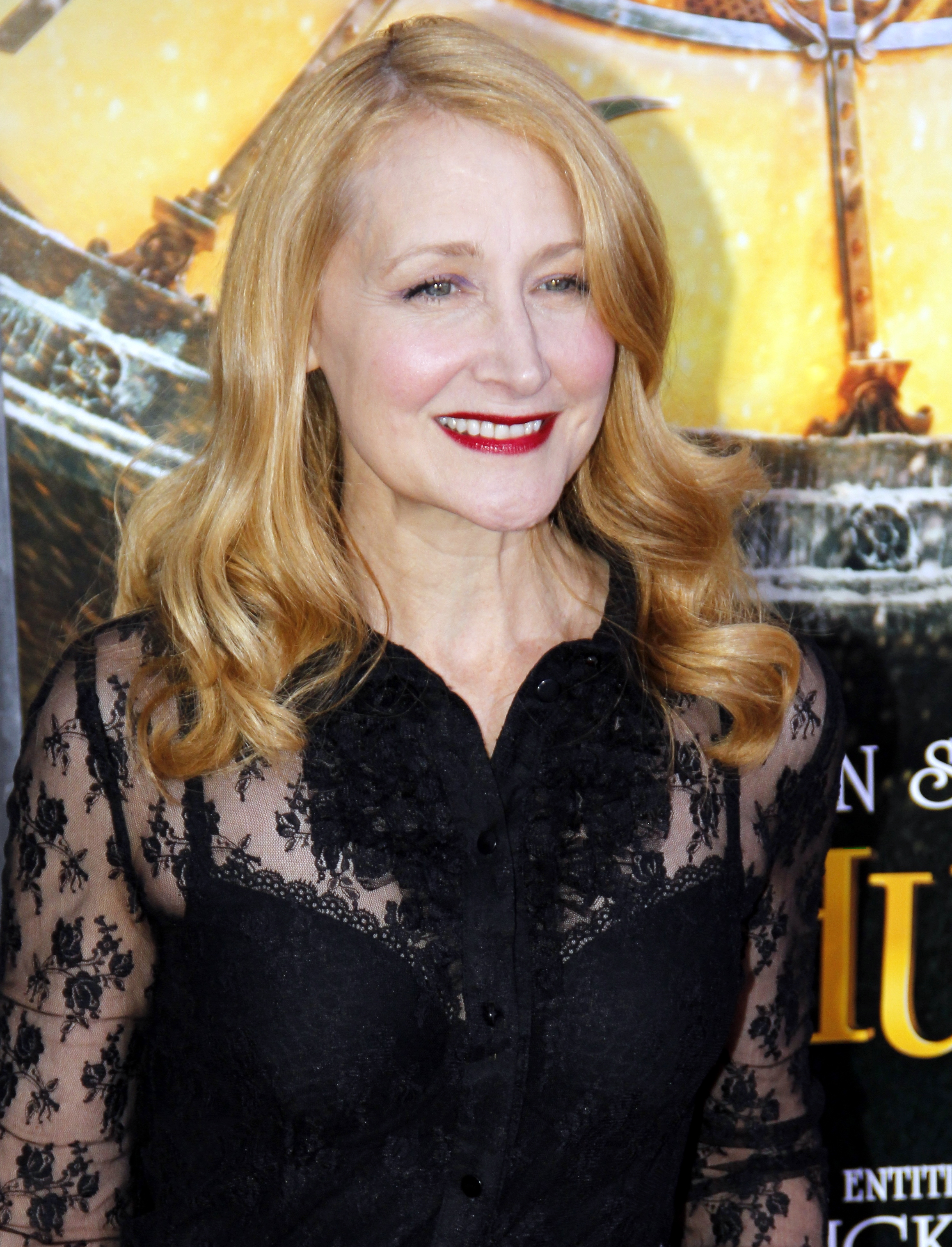
Patricia Clarkson como Margaret White.

### Prólogo
La película comienza en una estación de policía, dónde Sue Snell (Kandyse McClure) está siendo entrevistada por el detective John Mulchaey (David Keith) acerca de lo que se conoce como "La fiesta de graduación negra" y sobre la muerte de Carrie White (Angela Bettis). 

### Primer flashback: Una semana antes del baile
Aparecen los estudiantes del Instituto Ewen y finalmente Carrie. En un rato libre, ella hace un dibujo del chico que le gusta, Tommy Ross (Tobias Mehler), quien está leyendo un libro. Cuando Carrie oculta la imagen a sus compañeros, un chico se ríe de ella y Tommy lanza el libro al chico, diciéndole que no es divertido. Más tarde, Carrie juega al softball en el gimnasio y Tina Blake (Katharine Isabelle), queriendo molestar a Carrie, comienza a gritar: "¡Falla! ¡Falla!" a Carrie, acusándola de que pierda el balón. Las chicas acosan constantemente a Carrie, con Chris Hargensen siendo especialmente cruel con ella.
Después de jugar en el gimnasio, aparece una escena en las duchas donde Carrie tiene su primera menstruación y entra en pánico. Tina ve el flujo en el desagüe, y avisa al resto de las chicas, haciendo que todas rodean a Carrie en la ducha y terminen burlándose de ella. Oyendo esto, la profesora de gimnasia, la Sra. Desjardin (Rena Sofer), entra en la ducha y encuentra a Carrie en el suelo, asustada y en posición fetal. Carrie le pregunta a la Sra. Desjardin si se está muriendo, puesto que Carrie no sabía lo que es la menstruación y pensó que estaba desangrándose. Más tarde, el director de la escuela decide que Carrie debe irse a casa para calmarse después del incidente, después de que el director en varias ocasiones se equivocara con su nombre, y debido a esto, Carrie se enoja y le corrige. De repente, el escritorio del director se mueve sin razón aparente y los poderes telequinéticos de Carrie están comenzando a manifestarse.
Después de dejar la oficina del director, todos los compañeros de clase se reúnen alrededor de ella para ver cómo reacciona al ver las palabras "Tápatelo" escritas en la puerta de su casillero. Cuando Carrie abre la puerta, le cae encima una lluvia de tampones, para el deleite y la risa de los otros estudiantes, con excepción de Sue. Más tarde, cuando Carrie camina hacia su casa, es acosada por un niño preadolescente en una bicicleta, que la insulta y se burla de ella. Sin previo aviso, sale lanzado con la bicicleta y se estrella contra un árbol, rompiéndose el brazo en el proceso.
Margaret White (Patricia Clarkson), la madre de Carrie, (una fanática religiosa) cree que el período de menstruación de Carrie lo causan los pensamientos pecaminosos y la encierra en el armario, obligándola a orar por el perdón. 

### Segundo flashback: Cinco días antes del baile
La Sra. Desjardin comunica a las chicas que van a sufrir un castigo por lo que le hicieron a Carrie, consistente en una hora de carrera al día en el gimnasio. Chris se enfrenta a la profesora y le dice que no piensa cumplir el castigo y la Sra. Desjardin explica que la sanción por no cumplirlo será de tres días de suspensión y la prohibición de acudir al baile de fin de curso. Chris se rebela diciendo: "Esto no ha terminado" y se va disgustada.
Al mismo tiempo, Carrie investiga sobre "milagros" en la biblioteca para comprender lo que ha sucedido con ella. Buscando en páginas web, ella descubre que la telequinesis, es un don provocado por una mutación genética (gen telequinético) la cual sólo es activa en las mujeres y recesiva en los hombres (siendo esta sólo una teoría de conspiración).

### Tercer flashback: Cuatro días antes del baile
Carrie descubre poco a poco su capacidad para mover las cosas a voluntad en clase. Después de que el padre de Chris no ha logrado que permitan a su hija ir al baile, a pesar de amenazar al instituto con una demanda por maltrato contra la profesora Desjardin, la chica planea su venganza contra Carrie, a quien le echa la culpa de su suspensión. Esa noche, Carrie empieza a practicar sus poderes y al mismo tiempo, Sue, tratando de expiar su mala actuación en los vestuarios, pide a su novio Tommy que lleve a Carrie al baile de graduación. Aunque al principio Tommy no está de acuerdo, al final termina aceptando. 
Al día siguiente, en la biblioteca, Tommy le pide a Carrie que le acompañe a la fiesta de graduación. Como Carrie cree que es un truco, Tommy dice que se reunirá con su madre, que será una bonita noche y que se asegurará de que nadie se burle de ella. Esa noche en la cena, Carrie le dice a su madre que va a ir a la fiesta y Margaret se lo prohíbe. Carrie usa sus poderes para evitar que su madre salga del comedor, enfrentándose finalmente a ella y ésta, inmediatamente asume que su hija es una bruja, por poseer poderes demoníacos. Sin embargo, también teme sobre la recién adquirida telequinesis de su hija. En el centro comercial, Sue enseña a Carrie a usar el pintalabios.

### Cuarto flashback: Dos días antes del baile
Sue y su amiga Helen Shyres (Chelan Simmons) decoran el gimnasio. Mientras tanto, Chris se enfurece debido a su prohibición de concurrir a la fiesta de graduación, culpando a Carrie del hecho. Cuando su amiga Tina le entrega una copia del sobre a candidato a rey y reina del baile, Chris descubre que Tommy y Carrie están en ella. Carrie cose su vestido de fiesta de graduación. 
En el presente, el detective está hablando con uno de los amigos de Billy, Jackie Talbot (Malcolm Scott). De vuelta a unos días antes de la fiesta de graduación, se observa que Chris está decidida a vengarse de Carrie. Así que ella y su novio Billy Nolan (Jesse Cadotte), junto con el novio de Tina, Kenny Garson (Miles Meadows), y Talbot entran en una casa de campo en la noche, masacran a los cerdos y se quedan con su sangre.

### Último flashback: El día del baile de graduación
En el día de la fiesta de graduación, Margaret pide a Carrie a quedarse en casa y pedir perdón a Dios, pero Carrie usa sus poderes para sacar a su madre con delicadeza fuera de la habitación. Cuando la enfurecida Margaret sale de la casa, Tommy llega a recoger a Carrie para el baile y queda impresionado por su cambio de imagen en una mujer joven y bella.
Carrie entra en la limusina que Tommy ha alquilado, mientras su madre mira furtivamente de entre los arbustos. Llegan a la fiesta de graduación y todo el mundo se sorprende al ver a Carrie, mirando lo hermosa que está. Se reúnen con Helen (que sólo se burló de Carrie porque sólo quería ser aceptada por Chris y las otras chicas) y su novio Roy Evarts (Steve Byers), que piden que se queden con ellos. Después de cumplidos de parte de la presidenta de la clase Norma Watson (Meghan Black), y una charla amistosa breve con la Sra. Desjardin, Carrie tiene su primera danza romántica con Tommy. Sentado con Helen y Roy, Tina abre la entrega de la tarjeta de nominación y Carrie se sorprende al ver su nombre y de Tommy en él. Helen dice que ella está votando por Carrie, y alienta a Carrie a hacer lo mismo. Tina recoge los votos (pero los cambia por los falsos) y Norma anuncia que Tommy y Carrie han ganado. Todo el mundo se sorprende al principio, pero empiezan a aplaudir. El Rey y la Reina suben al escenario y se coronan, con Chris y Billy ocultos en algún lugar cercano, dispuestos a tirar de la cuerda  que sujeta un cubo de sangre de cerdo escondido en una viga encima de la cabeza de Carrie. Carrie tiene una fantasía de bailar y besar a Tommy, pero se despierta cuando una gota de sangre cae sobre su mano. Mientras Carrie busca de donde ha caído esa gota de sangre, Chris tira de la cuerda y Carrie es bañada en sangre de cerdo.
La multitud queda sorprendida (junto con Tommy, enfadado, lanza su cetro y la corona) y Chris y Billy huyen, dejando caer el cubo de metal sobre la cabeza de Tommy, matándolo. Kenny canta: "¡Cerdo owwweeey cerdo, cerdo!". Helen enojada le da una bofetada antes de que ella y la Sra. Desjardin vayan a ayudar a Carrie y Tommy. De repente, una onda telequinética se emite desde Carrie, ondeando entre la multitud. Tina y Kenny tratan de huir hacia la salida, pero Carrie cierra todas las puertas con la mente, dejando atrapado el brazo de Kenny entre 2 puertas. Las luces y focos caen del techo, y una lluvia de chispas provoca un mural de fuego, el cual es intensificado por Carrie. La gente empieza a entrar en pánico y tratan de correr, golpeando las puertas cerradas. Tina, en un ataque de pánico, golpea a un estudiante y Carrie hace caer el tablero de baloncesto sobre ella, muriendo aplastada. Los rociadores contra incendios se encienden y el agua se desparrama en todo a su paso. El director se sube al escenario y coge el micrófono para calmar los ánimos y hacer que evacuen el gimnasio, pero es electrocutado cuando el agua golpea los cables. Carrie abre una tubería de agua en la pared: los aspersores se apagan, y el agua comienza a brotar del lugar contra el piso donde está la tubería rota.

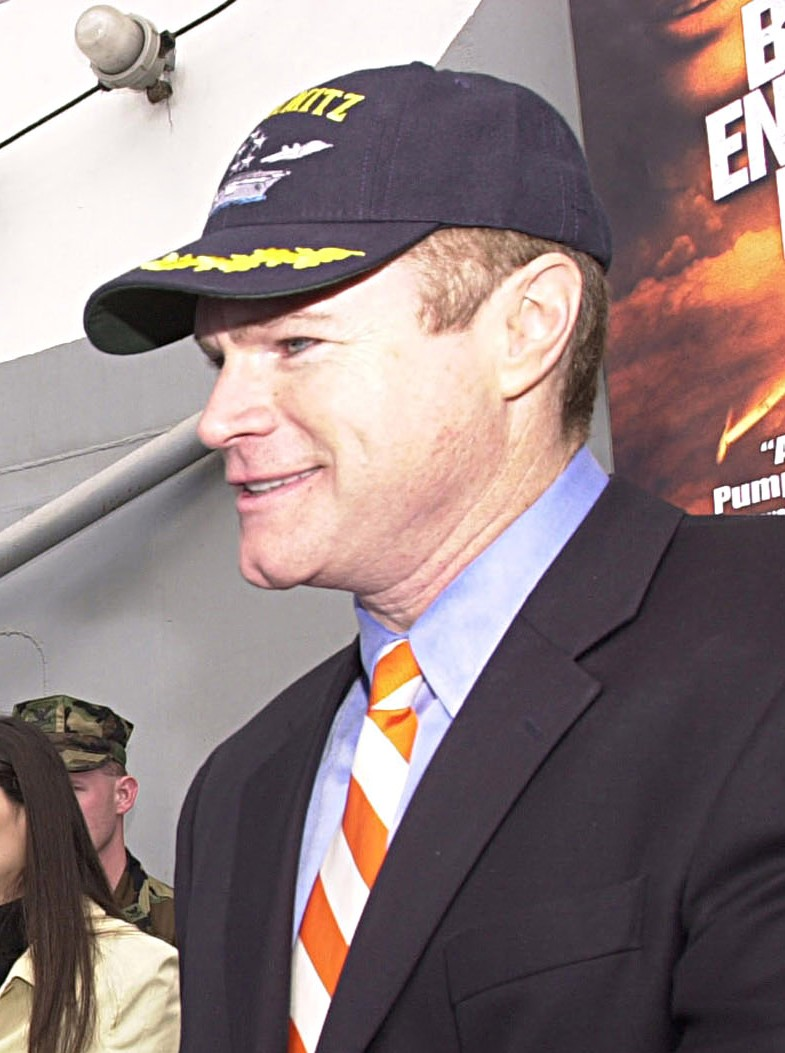
David Keith como Detective John Mulchaey.

La Sra. Desjardin, junto con Norma, y algunos estudiantes, incluyendo a Anthony, Julie y Colleen usan un respiradero como una vía de escape, con Roy y Helen con el cuerpo de Tommy y Carrie destroza el cuadro de indicadores eléctricos. La Sra. Desjardin se da cuenta de lo que va a pasar si el cuadro de indicadores cae sobre el suelo empapado de agua y ella grita para que todos puedan salir de la planta, antes de subir desde una silla a la ventilación, pero cae y lucha por mantener a sí misma lejos del agua. El cuadro de indicadores cae y una ola de electricidad se envía a través del lugar, matando a casi todos en el gimnasio. Mientras Carrie camina por el gimnasio (apartando el agua con su telequinesis), más estudiantes caen muertos por electrocución. Abre las puertas del recinto y sale con calma mientras se derrumba el techo del gimnasio. 
Carrie camina por la ciudad provocando el caos: Carrie derrama la gasolina de varias estaciones de gasolina, para luego derribar cables eléctricos sobre ella y provocar varias explosiones, las cuales causan varios incendios en el pueblo. Mientras Carrie continúa avanzando, va tirando postes eléctricos como palillos, lanza coches como si de una lata se tratase y destruye casas como castillos de arena. Mientras tanto, Chris y Billy se dan cuenta de la destrucción que Carrie está provocando en Chamberlain, por lo que intentan atropellarla, solo para terminar siendo lanzados y asesinados junto al coche contra un árbol gracias a la telequinesis de Carrie.
Carrie entra en su casa y, todavía con su vestido manchado de sangre, se mete en la bañera llena de agua, pero Carrie se despierta de su trance y se oyen los pasos de Margaret. Muestra ternura hacia su hija y oran juntas, antes de que Margaret trate de ahogarla en el agua. Cuando Carrie aparentemente muere, deja a Margaret, pero Carrie, aún con vida bajo el agua, responde al detener el corazón de su madre, matándola.

### Epílogo
Sue le dice a la policía que encontró a Carrie muerta en la bañera para posteriormente abandonar la casa debido al incendio que se estaba acercando, pero en realidad, encontró a Carrie inconsciente en la bañera y se la llevó, haciéndole RCP para que vuelva en sí. Después de ocultar su participación a la policía, Carrie visita las tumbas de sus víctimas, incluida su madre. Sue decide alejar a Carrie de las autoridades, en la Florida. Mientras, en la carretera, Carrie es perseguida por visiones de su madre y Chris, tras matar a 220 personas y destrozar el pueblo.

## Reparto
- Angela Bettis - Carrietta White/ Carrie
  - Jodelle Ferland - Carrie niña
- Patricia Clarkson - Margaret White
- Rena Sofer - Miss Desjarden
- Emilie de Ravin - Christine Hargensen
- Kandyse McClure - Sue Snell
- Tobias Mehler - Tommy Ross
- Jesse Cadotte - Billy Nolan
- Milly Tober Soles - Makie Watson
- Meghan Black - Norma Watson
- David Keith - Detective John Mulchaey
- Katharine Isabelle - Tina Blake
- Miles Meadows - Kenny Garson
- Michaela Mann - Estelle Horan
- Malcolm Scott - Jackie Talbot
- Steve Byers - Roy Evarts
- Erin Karpluk - Madeline
- Bill Dow - Mr. Scharnhorst
- Andrew Robb - Danny Erbter
- Irene Miscisco - bibliotecaria
- Laura Boddington - estudiante
- Nicole Watson - estudiante
- Chelan Simmons- Helen Shyres

## Producción
La película fue también titulada como Carrie: La venganza. En esta versión hay escenas que la anterior película de los 70 no pudo incluir, porque faltaban los medios como la lluvia de rocas. La película fue filmada en Vancouver, Columbia Británica, Canadá.

## Premios
- Nominación a premio Saturno (2003)
- Nominación a Premio ASC (2003)[7]

## Carrie(1976)
Carrie, del año 1976, tuvo mucho éxito ya que se llevó nominaciones en los premios a Brian De Palma y Sissy Spacek que interpretaba a Carrie White. Entre otros personajes principales como Nancy Allen, John Travolta, William Katt, P. J. Soles, Amy Irving, Edie McClurg y el especial de Piper Laurie como Margaret White. 
En esta película existe la gran diferencia en que Carrie muere al final y en la película de 2002, Carrie es ayudada por Sue Snell y esta la lleva a Florida para así poder comenzar una nueva vida y sacarla del pueblo de Chamberlain.La película resultó un gran éxito para la United Artists, recaudando 33,8 millones de dólares en Estados Unidos, teniendo en cuenta que la inversión fue de 1,8 millones de dólares.

## Carrie 2: La Ira(1999)
La historia de esta película sigue a Rachel (Emily Bergl), una joven normal en la preparatoria "Ewen Consolidated High School" que trata de vivir tranquilamente con sus padres adoptivos y pasar el tiempo con su amiga Lisa (Mena Suvari). Las cosas se complican cuando Lisa, amiga de la niñez de Rachel, pierde su virginidad con Eric (Zachery Ty Bryan), un jugador del equipo de fútbol de la escuela. Los miembros del equipo tienen un juego en el cual dormir con chicas les da puntaje. Lisa luego de perder su virginidad con Eric es rechazada por este y se suicida. Rachel es citada por la consejera de la escuela Sue Snell (Amy Irving) para hablar sobre lo sucedido a Lisa; En esta conversación Sue se entera de que la madre de Rachel se encuentra en una institución mental. Sospechando que Rachel es hermana de Carrie,  visita a la madre de Rachel, y esta le confirma que el padre de Rachel es Ralph White.
Los compañeros de Rachel que han tenido que ver en el suicidio de Lisa humillan a Rachel durante la fiesta de graduación de la generación, generando en Rachel una Ira incontrolable que al igual que su hermana Carrie, termina costando la vida de casi todos los presentes en la fiesta. 
La película demostró excelentes efectos especiales, y fue bien recibida en Estados Unidos y parte de México, también en Argentina y países de América Latina, aunque recibió críticas de ser aún más sangrienta que la película anterior, por lo que acabó siendo censurada en parte de Francia y de Inglaterra, lo cual, irónicamente le pareció una trama apropiada al escritor de la novela: Stephen King.

## Carrie, de 2013
Esta nueva versión es estrenada en el año 2013 teniendo en cuenta las similitudes al igual que las películas anteriores, Esta fue protagonizada por Chloë Grace Moretz, Julianne Moore, Portia Doubleday, Alex Russell y Gabriella Wilde. Dirigida por Kimberly Peirce, producida por Kevin Misher y se calcula que su estreno será para octubre de 2013 y en América Latina a principios de noviembre y finales de octubre.